# Новоалександровское сельское поселение (Тюменская область)
Новоалександровское сельское поселение — муниципальное образование в Ярковском районе Тюменской области.
Административный центр — село Новоалександровка.

## Состав поселения
В состав сельского поселения входят: 
- село Новоалександровка
- село Агалья
- село Новокаишкуль
- село Ново-Нерда
- деревня Новотроицкая
- деревня Старый Каишкуль